# 益田由美
益田 由美（ますだ ゆみ、1955年〈昭和30年〉2月11日 - ）は日本の女性フリーアナウンサー、ナレーター。血液型はB型。
ナレーターとしてはFIRST AGENT所属。

## 来歴
東京都出身。東洋英和女学院高等部、早稲田大学第一文学部卒業後、1977年フジテレビジョンに報道局解説放送室付リポーター（契約社員扱い）として入社。同期アナウンサーは城ヶ崎祐子（1997年退社）、桜井郁子（2014年5月定年退職）。1981年4月、編成局アナウンス部に異動し、正社員に昇格（詳しくは鹿内信隆の項目も参照）。
下記の『なるほど!ザ・ワールド』のリポーターとして世界各地を飛び回る活動の後、自らの企画で『ニュースJAPAN』の金曜コーナー「リバーウォッチング」を立ち上げたり、『晴れたらイイねッ!Let'sコミミ隊』ではプロデューサーを務めるなど多岐多様な活動を行った。
1994年に海外取材ディレクターだった5歳下の男性と結婚。2009年6月26日付で編成制作局アナウンス室ゼネラルアナウンサーに就任。2015年2月27日付でフジテレビを定年退職。フジテレビ女性アナウンサーとして定年退職を迎えたのは益田が初である。

## なるほど!ザ・ワールド
1981年10月から始まった当番組で世界各国を巡るリポーターとして出演。被り物、NGを連発しながらも体を張ったリポートが大ウケし、「ひょうきん由美」の愛称で一躍お茶の間の人気者に。しかし、通算で訪れた国は69か国、連日の海外ロケに加え、同番組の全ロケにおける標高最高地点（ペルーの鉄道駅4,781m）と最低地点（イスラエルの死海沿岸海抜マイナス394m）や、最高気温地点（クウェートにおける摂氏52度）などを訪れ、トルコではイスタンブールからアンカラまで3,000kmを1か月がかりでバス移動ロケをするなどスケジュールの過酷さが響いたのか、椎間板ヘルニアと頸椎ヘルニアを発症してしまう。これ以降リポートができなくなり、1988年に療養のため休職、番組も降板となり、1996年3月、愛川欽也、楠田枝里子司会による番組最終回スペシャルの際に約8年ぶりにロケに参加、益田が13年前のロケで展示物を壊した旧東ドイツ・ザクセン州ザイフェンのおもちゃ博物館と、トルコロケで1か月間行動を共にした通訳、運転手がいるイスタンブールを再訪した。
その後、爆笑問題がMCを務めた復活の祭典スペシャルではナレーションを担当することで番組に復帰した。また、2007年4月1日放送の「世界地図の祭典スペシャル」において、リポーターとして復帰した。

## 出演番組

### フジテレビ時代
- 皇室ご一家（ナレーション）
- なるほど!ザ・ワールド（リポーター・一部ナレーション）
- FNN NEWSCOM（1992年1月 - 1992年9月） ※長谷部真理子のリリーフ
- FNNニュース2:00（1994年10月 - 1995年9月） ※不定期
- 晴れたらイイねッ!Let'sコミミ隊（1994年10月 - 2007年3月） - プロデューサー、出演
- ニュースJAPAN（1994年10月 - 2000年3月） - 金曜コーナー『リバーウォッチング』企画・構成・出演も兼任
- 新常識クイズ!目からウロコ（2001年4月 - 2001年9月） - 企画ブレーン
- ハピふる!（2007年10月 - 2008年9月） - 木曜日レギュラー
- 大使館の食卓（2006年12月 - 2011年9月） - ナビゲーター
- なるほど!ザ・ニッポン（BSフジ） - 案内人

### フジテレビ退社後

#### テレビ
- SMAP×SMAP（2015年6月1日、「BISTRO SMAP」ゲスト）
- おじゃMAP!!（2015年12月23日、ゲスト）

#### CM
- サントリー「黒酢にんにく」（2018年 - ）[4]